# Ministri della difesa della Francia
Il ministro della difesa (in francese Ministère de la défense) è il membro del gabinetto governativo francese, incaricato di condurre le Forze armate francesi.
Il "Segretario di Stato per la guerra" fu uno dei quattro segretari di stato specializzati istituito in Francia nel 1589. Questo Segretario di Stato era responsabile per l'Esercito. Nel 1791, il Segretario di Stato diventò "ministro della guerra". Insieme con le altre posizioni ministeriali, fu abolito nel 1794 per essere poi reinstaurato l'anno successivo. Nel 1930, la posizione è stata spesso denominata "Ministro della guerra e della difesa nazionale". Dopo la Seconda guerra mondiale, il Ministero della Guerra venne fuso con il Ministero della Marina, con un unico ministro della Difesa nazionale (dal 1974 semplicemente Ministero della difesa) atto dirigere l'intero apparato militare francese.

## Segretari di Stato per la Guerra, 1589-1791 (Ancien régime)
| Segretari                                                    | Nomina            | Termine           |
| Simon Fizes de Sauve                                         | settembre 1570    | 27 novembre 1579  |
| Martin Ruzé de Beaulieu                                      | 1º gennaio 1589   | 1613              |
| Louis de Revol                                               | 1º gennaio 1589   | 1594              |
| Nicolas de Neufville de Villeroy                             | 1594              | 1606              |
| Nicolas Brûlart de Sillery                                   | 4 marzo 1606      | 1616              |
| Claude Mangot de Villeran et Villarceau                      | 9 agosto 1616     | 30 novembre 1616  |
| Armand-Jean du Plessis de Richelieu                          | 1616              | 1617              |
| Nicolas Brûlart de Sillery                                   | 24 aprile 1617    | 1624              |
| Charles Le Beauclerc                                         | 5 febbraio 1624   | 1630              |
| Abel Servien                                                 | 11 dicembre 1630  | 1636              |
| François Sublet de Noyers                                    | 12 febbraio 1636  | 1643              |
| Michel Le Tellier                                            | 1643              | 1666              |
| François Michel le Tellier, marchese di Louvois              | 1666              | 16 luglio 1691    |
| Louis-François le Tellier de Louvois, marchese di Barbezieux | 16 luglio 1691    | 5 gennaio 1701    |
| Michel Chamillart                                            | 5 gennaio 1701    | 9 giugno 1709     |
| Daniel Voysin de la Noiraye                                  | 9 giugno 1709     | 14 settembre 1715 |
| Claude Louis Hector de Villars                               | 1º ottobre 1715   | 24 settembre 1718 |
| Claude Le Blanc                                              | 24 settembre 1718 | 1º luglio 1723    |
| François Victor le Tonnelier de Breteuil                     | 1º luglio 1723    | 19 giugno 1726    |
| Claude Le Blanc                                              | 19 giugno 1726    | 1728              |
| Nicolas Prosper Bauyn d'Angervilliers                        | Luglio 1728       | Febbraio 1740     |
| François Victor le Tonnelier de Breteuil                     | Febbraio 1740     | 7 gennaio 1743    |
| Marc-Pierre de Voyer de Paulmy d'Argenson                    | 7 gennaio 1743    | 1º febbraio 1757  |
| Marc-René de Voyer, marchese di Paulmy                       | 1º febbraio 1757  | 3 marzo 1758      |
| Charles Louis Auguste Fouquet de Belle-Isle                  | 3 marzo 1758      | 27 gennaio 1761   |
| Étienne François de Choiseul                                 | 27 gennaio 1761   | 24 dicembre 1770  |
| Louis François, marchese di Monteynard                       | 26 gennaio 1771   | 27 gennaio 1774   |
| Emmanuel Armand de Vignerot du Plessis                       | 27 gennaio 1774   | 2 giugno 1774     |
| Louis Nicolas Victor de Félix d'Ollières, comte du Muy       | 5 giugno 1774     | 10 ottobre 1775   |
| Claude Louis, Comte de Saint-Germain                         | 27 ottobre 1775   | 27 settembre 1777 |
| Alexandre Marie Léonor de Saint-Mauris de Montbarrey         | 27 settembre 1777 | 19 dicembre 1780  |
| Philippe Henri de Ségur                                      | 23 dicembre 1780  | 29 agosto 1787    |
| Louis Auguste Le Tonnelier de Breteuil                       | 29 agosto 1787    | 23 settembre 1787 |
| Athanase Louis Marie de Loménie                              | 23 settembre 1787 | 30 novembre 1788  |
| Louis Pierre de Chastenet de Puységur                        | 30 novembre 1788  | 13 luglio 1789    |
| Victor-François de Broglie                                   | 13 luglio 1789    | 16 luglio 1789    |
| Jean-Frédéric de la Tour du Pin-Gouvernet                    | 4 agosto 1789     | 16 novembre 1790  |
| Louis le Bègue du Presle Duportail                           | 16 novembre 1790  | 7 dicembre 1791   |

## Ministri della Guerra, dal 1791 al Consolato
| Ministro                                | Nomina            | termine           |
| Louis de Narbonne-Lara                  | 7 dicembre 1791   | 9 marzo 1792      |
| Pierre Marie de Grave                   | 9 marzo 1792      | 9 maggio 1792     |
| Joseph Marie Servan de Gerbey           | 9 maggio 1792     | 13 giugno 1792    |
| Charles François Dumouriez              | 13 giugno 1792    | 18 giugno 1792    |
| Pierre August Lajard                    | 18 giugno 1792    | 23 luglio 1792    |
| Charles-Xavier Franqueville d'Abancourt | 23 luglio 1792    | 10 agosto 1792    |
| Joseph Marie Servan de Gerbey           | 10 agosto 1792    | 3 ottobre 1792    |
| Pierre Henri Hélène Marie Lebrun-Tondu  | 3 ottobre 1792    | 18 ottobre 1792   |
| Jean-Nicolas Pache                      | 18 ottobre 1792   | 4 febbraio 1793   |
| Pierre Riel de Beurnonville             | 4 febbraio 1793   | 1º aprile 1793    |
| Pierre Henri Hélène Marie Lebrun-Tondu  | 1º aprile 1793    | 4 aprile 1793     |
| Jean Baptiste Bouchotte                 | 4 aprile 1793     | 20 aprile 1794    |
| Nessuno                                 | 20 aprile 1794    | 3 novembre 1795   |
| Jean-Baptiste Annibal Aubert du Bayet   | 3 novembre 1795   | 8 febbraio 1796   |
| Claude Louis Petiet                     | 8 febbraio 1796   | 15 luglio 1797    |
| Lazare Hoche                            | 15 luglio 1797    | 22 luglio 1797    |
| Barthélemy Louis Joseph Schérer         | 22 luglio 1797    | 21 febbraio 1799  |
| Louis Marie de Milet de Mureau          | 21 febbraio 1799  | 2 luglio 1799     |
| Jean-Baptiste Bernadotte                | 2 luglio 1799     | 14 settembre 1799 |
| Edmond Louis Alexis Dubois-Crancé       | 14 settembre 1799 | 10 novembre 1799  |

## Consolato e Primo Impero francese
| Ministro                                        | Nomina           | termine        |
| Louis Alexandre Berthier                        | 11 novembre 1799 | 2 aprile 1800  |
| Lazare Carnot                                   | 2 aprile 1800    | 8 ottobre 1800 |
| Louis-Alexandre Berthier, principe di Neuchâtel | 8 ottobre 1800   | 19 agosto 1807 |
| Henri Clarke, duca di Feltre                    | 19 agosto 1807   | 1º aprile 1814 |

## Prima restaurazione
| Ministro                                     | Nomina        | termine       |
| Pierre-Antoine Dupont, conte di l'Étang      | 3 aprile 1814 | 3 marzo 1814  |
| Nicolas Jean de Dieu Soult, duca di Dalmazia | 3 marzo 1814  | 11 marzo 1815 |
| Henri Clarke, duca di Feltre                 | 11 marzo 1815 | 20 marzo 1815 |

## Cento giorni (Dal 20 marzo 1815 al 22 giugno 1815)
| Ministro                                                 | Nomina        | termine       |
| Louis Nicolas Davout, prince d'Eckmuhl, duc d'Auerstaedt | 20 marzo 1815 | 6 luglio 1815 |

## Seconda restaurazione (Dall'8 luglio 1815 al 2 agosto 1830)
| Ministro                                                  | Nomina            | termine           |
| Laurent, conte de Gouvion de Saint-Cyr                    | 7 luglio 1815     | 26 settembre 1815 |
| Henri Clarke, duca di Feltre                              | 26 settembre 1815 | 12 settembre 1817 |
| Laurent, marchese de Gouvion de Saint-Cyr                 | 12 settembre 1817 | 19 novembre 1819  |
| Marie Victor Nicolas de Fay, marchese de La Tour-Maubourg | 19 novembre 1819  | 14 dicembre 1821  |
| Claude Victor, duca di Belluno                            | 14 dicembre 1821  | 23 marzo 1823     |
| Alexandre Digeon                                          | 23 marzo 1823     | 15 aprile 1823    |
| Claude Victor, duca di Belluno                            | 15 aprile 1823    | 19 ottobre 1823   |
| Ange Hyacinthe Maxence de Damas                           | 19 ottobre 1823   | 4 agosto 1824     |
| Aimé de Clermont-Tonnerre                                 | 4 agosto 1824     | 4 gennaio 1828    |
| Louis Victor de Blacquetot de Caux                        | 4 gennaio 1828    | 8 agosto 1829     |
| Louis-Auguste Victor, conte di Ghaisnes de Bourmont       | 8 agosto 1829     | 31 luglio 1830    |

## Monarchia di luglio (Dal 9 agosto 1830 al 24 febbraio 1848)
| Ministro                               | Nomina           | termine          |
| Étienne Maurice Gérard                 | 31 luglio 1830   | 17 novembre 1830 |
| Nicolas Jean de Dieu Soult             | 17 novembre 1830 | 18 luglio 1834   |
| Étienne Maurice Gérard                 | 18 luglio 1834   | 10 novembre 1834 |
| Simon Bernard                          | 10 novembre 1834 | 18 novembre 1834 |
| Édouard Adolphe Casimir Joseph Mortier | 18 novembre 1834 | 12 marzo 1835    |
| Henri de Rigny                         | 12 marzo 1835    | 30 aprile 1835   |
| Nicolas Joseph Maison                  | 30 aprile 1835   | 6 settembre 1836 |
| Simon Bernard                          | 6 settembre 1836 | 31 marzo 1839    |
| Amédée Despans-Cubières                | 31 marzo 1839    | 12 maggio 1839   |
| Antoine Virgile Schneider              | 12 maggio 1839   | 1º marzo 1840    |
| Amédée Despans-Cubières                | 1º marzo 1840    | 29 ottobre 1840  |
| Nicolas Jean de Dieu Soult             | 29 ottobre 1840  | 10 novembre 1845 |
| Alexandre Pierre Moline de Saint-Yon   | 10 novembre 1845 | 9 maggio 1847    |
| Camille Alphonse Trézel                | 9 maggio 1847    | 24 febbraio 1848 |

## Seconda repubblica francese
| Ministro                                               | Nomina           | termine          |
| Marie Alphonse Bedeau                                  | 24 febbraio 1848 | 25 febbraio 1848 |
| Jacques Gervais, baron Subervie                        | 25 febbraio 1848 | 20 marzo 1848    |
| Louis Eugène Cavaignac                                 | 20 marzo 1848    | 5 aprile 1848    |
| François Arago                                         | 5 aprile 1848    | 11 maggio 1848   |
| Jean-Baptiste Adolphe Charras                          | 11 maggio 1848   | 17 maggio 1848   |
| Louis Eugène Cavaignac                                 | 17 maggio 1848   | 28 giugno 1848   |
| Louis Juchault de Lamoricière                          | 28 giugno 1848   | 20 dicembre 1848 |
| Joseph Marcelin Rulhières                              | 20 dicembre 1848 | 31 ottobre 1849  |
| Alphonse Henri, comte d'Hautpoul                       | 31 ottobre 1849  | 22 ottobre 1850  |
| Jean-Paul, comte de Schramm                            | 22 ottobre 1850  | 9 gennaio 1851   |
| Auguste Étienne, comte Régnault de Saint-Jean d'Angély | 9 gennaio 1851   | 24 gennaio 1851  |
| Jacques Louis Randon                                   | 24 gennaio 1851  | 26 ottobre 1851  |

## Secondo Impero francese
| Ministro                                   | Nomina          | termine          |
| Armand Jacques Leroy de Saint-Arnaud       | 26 ottobre 1851 | 11 marzo 1854    |
| Jean-Baptiste Philibert Vaillant           | 11 marzo 1854   | 5 maggio 1859    |
| Jacques Louis Randon                       | 5 maggio 1859   | 20 gennaio 1867  |
| Adolphe Niel                               | 20 gennaio 1867 | 13 agosto 1869   |
| Charles Rigault de Genouilly               | 13 agosto 1869  | 21 agosto 1869   |
| Edmond Leboeuf                             | 21 agosto 1869  | 20 luglio 1870   |
| Pierre Charles Dejean                      | 20 luglio 1870  | 10 agosto 1870   |
| Charles Cousin-Montauban, conte di Palikao | 10 agosto 1870  | 4 settembre 1870 |

## Terza Repubblica francese
Ministri della Guerra
| Ministro                           | Nomina            | termine           |
| Adolphe Charles Le Flô             | 4 settembre 1870  | 5 giugno 1871     |
| Ernest Courtot de Cissey           | 5 giugno 1871     | 25 maggio 1873    |
| François Claude du Barail          | 29 maggio 1873    | 22 maggio 1874    |
| Ernest Courtot de Cissey           | 22 maggio 1874    | 15 agosto 1876    |
| Jean Auguste Berthaud              | 15 agosto 1876    | 23 novembre 1877  |
| Gaétan de Grimaudet de Rochebouët  | 23 novembre 1877  | 13 dicembre 1877  |
| Jean-Louis Borel                   | 13 dicembre 1877  | 16 maggio 1878    |
| Henri François Xavier Gresley      | 16 maggio 1878    | 28 dicembre 1879  |
| Jean Joseph Frédéric Adolphe Farre | 28 dicembre 1879  | 14 novembre 1881  |
| Jean-Baptiste Campenon             | 14 novembre 1881  | 26 gennaio 1882   |
| Jean-Baptiste Billot               | 30 gennaio 1882   | 29 gennaio 1883   |
| Jean Thibaudin                     | 31 gennaio 1883   | 9 ottobre 1883    |
| Jean-Baptiste Campenon             | 9 ottobre 1883    | 3 gennaio 1885    |
| Jules Louis Lewal                  | 3 gennaio 1885    | 6 aprile 1885     |
| Jean-Baptiste Campenon             | 6 aprile 1885     | 7 gennaio 1886    |
| Georges Boulanger                  | 7 gennaio 1886    | 30 maggio 1887    |
| Théophile Adrien Ferron            | 30 maggio 1887    | 12 dicembre 1887  |
| François Auguste Logerot           | 12 dicembre 1887  | 3 aprile 1888     |
| Charles de Freycinet               | 3 aprile 1888     | 11 gennaio 1893   |
| Julien Léon Loizillon              | 11 gennaio 1893   | 3 dicembre 1893   |
| Auguste Mercier                    | 3 dicembre 1893   | 24 gennaio 1895   |
| Émile Zurlinden                    | 28 gennaio 1895   | 1º novembre 1895  |
| Godefroy Cavaignac                 | 1º novembre 1895  | 29 aprile 1896    |
| Jean-Baptiste Billot               | 29 aprile 1896    | 28 giugno 1898    |
| Godefroy Cavaignac                 | 28 giugno 1898    | 5 settembre 1898  |
| Émile Zurlinden                    | 5 settembre 1898  | 17 settembre 1898 |
| Charles Chanoine                   | 17 settembre 1898 | 25 ottobre 1898   |
| Édouard Locroy                     | 25 ottobre 1898   | 1º novembre 1898  |
| Charles de Freycinet               | 1º novembre 1898  | 6 maggio 1899     |
| Camille Krantz                     | 6 maggio 1899     | 22 giugno 1899    |
| Gaston, marquis de Gallifet        | 22 giugno 1899    | 20 maggio 1900    |
| Louis André                        | 20 maggio 1900    | 14 novembre 1904  |
| Maurice Berteaux                   | 14 novembre 1904  | 12 novembre 1905  |
| Eugène Étienne                     | 12 novembre 1905  | 25 ottobre 1906   |
| Georges Picquart                   | 25 ottobre 1906   | 24 luglio 1909    |
| Jean Brun                          | 24 luglio 1909    | 23 febbraio 1911  |
| Aristide Briand                    | 23 febbraio 1911  | 2 marzo 1911      |
| Maurice Berteaux                   | 2 marzo 1911      | 21 maggio 1911    |
| François Louis Auguste Goiran      | 27 maggio 1911    | 27 giugno 1911    |
| Adolphe Messimy                    | 27 giugno 1911    | 14 gennaio 1912   |
| Alexandre Millerand                | 14 gennaio 1912   | 12 gennaio 1913   |
| Albert Lebrun                      | 12 gennaio 1913   | 21 gennaio 1913   |
| Eugène Étienne                     | 21 gennaio 1913   | 9 dicembre 1913   |
| Joseph Noullens                    | 9 dicembre 1913   | 9 giugno 1914     |
| Théophile Delcassé                 | 9 giugno 1914     | 13 giugno 1914    |
| Adolphe Messimy                    | 13 giugno 1914    | 26 agosto 1914    |
| Alexandre Millerand                | 26 agosto 1914    | 29 ottobre 1915   |
| Joseph Simon Gallieni              | 29 ottobre 1915   | 16 marzo 1916     |
| Pierre Auguste Roques              | 16 marzo 1916     | 12 dicembre 1916  |
| Louis Hubert Gonzalve Lyautey      | 12 dicembre 1916  | 14 marzo 1917     |
| Lucien Lacaze                      | 14 marzo 1917     | 20 marzo 1917     |
| Paul Painlevé                      | 20 marzo 1917     | 16 novembre 1917  |
| Georges Clemenceau                 | 16 novembre 1917  | 20 gennaio 1920   |
| André Lefèvre                      | 20 gennaio 1920   | 16 dicembre 1920  |
| Flaminius Raiberti                 | 16 dicembre 1920  | 16 gennaio 1921   |
| Louis Barthou                      | 16 gennaio 1921   | 15 gennaio 1922   |
| André Maginot                      | 15 gennaio 1922   | 14 giugno 1924    |
| Charles Nollet                     | 14 giugno 1924    | 17 aprile 1925    |
| Paul Painlevé                      | 17 aprile 1925    | 29 ottobre 1925   |
| Édouard Daladier                   | 29 ottobre 1925   | 28 novembre 1925  |
| Paul Painlevé                      | 28 novembre 1925  | 23 giugno 1926    |
| Adolphe Guillaumat                 | 23 giugno 1926    | 19 luglio 1926    |
| Paul Painlevé                      | 19 luglio 1926    | 3 novembre 1929   |
| André Maginot                      | 3 novembre 1929   | 21 febbraio 1930  |
| René Besnard                       | 21 febbraio 1930  | 2 marzo 1930      |
| André Maginot                      | 2 marzo 1930      | 13 dicembre 1930  |
| Louis Barthou                      | 13 dicembre 1930  | 27 gennaio 1931   |
| André Maginot                      | 27 gennaio 1931   | 6 gennaio 1932    |
| André Tardieu                      | 14 gennaio 1932   | 20 febbraio 1932  |

Ministro della difesa nazionale
| François Piétri | 20 febbraio 1932 | 3 giugno 1932 |

Ministro della Guerra
| Joseph Paul-Boncour | 3 giugno 1932    | 18 dicembre 1932 |
| Édouard Daladier    | 18 dicembre 1932 | 30 gennaio 1934  |

Ministro della difesa nazionale e della Guerra
| Jean Fabry          | 30 gennaio 1934 | 4 febbraio 1934 |
| Joseph Paul-Boncour | 4 febbraio 1934 | 9 febbraio 1934 |

Ministro della Guerra
| Philippe Pétain | 9 febbraio 1934 | 8 novembre 1934 |
| Louis Maurin    | 8 novembre 1934 | 7 giugno 1935   |
| Jean Fabry      | 7 giugno 1935   | 24 gennaio 1936 |
| Louis Maurin    | 24 gennaio 1936 | 4 giugno 1936   |

Ministro della difesa nazionale e della Guerra
| Édouard Daladier | 4 giugno 1936  | 18 maggio 1940 |
| Paul Reynaud     | 18 maggio 1940 | 16 giugno 1940 |

Ministro della difesa nazionale
| Maxime Weygand (Difesa Nazionale) e Louis Colson (Guerra) | 16 giugno 1940 | 6 settembre 1940 |

## Regime di Vichy
| Ministro          | Nomina           | termine        |
| Charles Huntziger | 6 settembre 1940 | 11 agosto 1941 |
| François Darlan   | 11 agosto 1941   | 18 aprile 1942 |
| Eugène Bridoux    | 18 aprile 1942   | 20 agosto 1944 |

## Commissari francesi liberi per la guerra, 1941-1944
| Commissari         | Nomina            | Termine         |
| Paul Legentilhomme | 24 settembre 1941 | 9 novembre 1943 |
| André Le Troquer   | 9 novembre 1943   | 4 aprile 1944   |

## Quarta repubblica francese
Ministro della Guerra
| Ministri       | Nomina            | Termine          |
| André Diethelm | 10 settembre 1944 | 21 novembre 1945 |

Ministro delle Armées
| Edmond Michelet | 21 novembre 1945 | 24 giugno 1946 |

Ministri della Difesa nazionale
| Félix Gouin      | 24 giugno 1946   | 16 dicembre 1946 |
| André Le Troquer | 16 dicembre 1946 | 22 gennaio 1947  |
| François Billoux | 22 gennaio 1947  | 4 maggio 1947    |
| Yvon Delbos      | 4 maggio 1947    | 22 ottobre 1947  |

Ministro dell'Armée
| Edmond Michelet | 24 giugno 1946 | 16 dicembre 1946 |

Ministro de la Guerre
| Paul Coste-Floret | 22 gennaio 1947 | 22 ottobre 1947 |

Ministro de la Marine
| Louis Jacquinot | 22 gennaio 1947 | 22 ottobre 1947 |

Ministro de la Force aérienne
| André Maroselli | 22 gennaio 1947 | 22 ottobre 1947 |

Ministro della Difesa nazionale
| Pierre-Henri Teitgen | 22 ottobre 1947   | 26 luglio 1948    |
| René Mayer           | 26 luglio 1948    | 11 settembre 1948 |
| Paul Ramadier        | 11 settembre 1948 | 28 ottobre 1949   |
| René Pleven          | 29 ottobre 1949   | 12 luglio 1950    |
| Jules Moch           | 12 luglio 1950    | 11 agosto 1951    |
| Georges Bidault      | 11 agosto 1951    | 8 marzo 1952      |
| René Pleven          | 8 marzo 1952      | 8 gennaio 1953    |

Ministro della Difesa nazionale e delle Forze armate
| René Pleven         | 8 gennaio 1953 | 19 giugno 1954  |
| Marie Pierre Koenig | 19 giugno 1954 | 14 agosto 1954  |
| Emmanuel Temple     | 14 agosto 1954 | 20 gennaio 1955 |

Ministro della Difesa nazionale
| Jacques Chevallier (Difesa Nazionale) e Maurice Bourgès-Maunoury (Forze armate) | 20 gennaio 1955 | 23 febbraio 1955 |

Ministro della Difesa nazionale e delle Forze armate
| Marie Pierre Koenig | 23 febbraio 1955 | 6 ottobre 1955   |
| Pierre Billotte     | 6 ottobre 1955   | 1º febbraio 1956 |

Ministro della Difesa nazionale
| Maurice Bourgès-Maunoury | 1º febbraio 1956 | 13 giugno 1957 |

Ministro della Difesa nazionale e delle Forze armate
| André Morice          | 13 giugno 1957  | 6 novembre 1957 |
| Jacques Chaban-Delmas | 6 novembre 1957 | 14 maggio 1958  |

Ministro delle Forze armate 
| Pierre de Chevigné | 14 maggio 1958 | 1º giugno 1958 |

Ministro della Difesa nazionale
| Charles de Gaulle | 1º giugno 1958 | 8 gennaio 1959 |

Ministro della Armées
| Pierre Guillaumat | 1º giugno 1958 | 5 febbraio 1960 |

## Quinta Repubblica francese
Ministro delle Armées
| Ministri          | Nomina          | Termine         |
| Pierre Guillaumat | 1º giugno 1958  | 5 febbraio 1960 |
| Pierre Messmer    | 5 febbraio 1960 | 22 giugno 1969  |

Ministro della Difesa nazionale
| Michel Debré | 22 giugno 1969 | 4 aprile 1973 |

Ministro delle Armées
| Robert Galley | 4 aprile 1973 | 28 maggio 1974 |

Ministro della Difesa
| Jacques Soufflet        | 28 maggio 1974    | 1º febbraio 1975  |
| Yvon Bourges            | 1º febbraio 1975  | 2 ottobre 1980    |
| Joël Le Theule          | 2 ottobre 1980    | 14 dicembre 1980  |
| Robert Galley           | 22 dicembre 1980  | 22 maggio 1981    |
| Charles Hernu           | 22 maggio 1981    | 20 settembre 1985 |
| Paul Quilès             | 20 settembre 1985 | 20 marzo 1986     |
| André Giraud            | 20 marzo 1986     | 12 maggio 1988    |
| Jean-Pierre Chevènement | 12 maggio 1988    | 29 gennaio 1991   |
| Pierre Joxe             | 29 gennaio 1991   | 9 marzo 1993      |
| Pierre Bérégovoy        | 9 marzo 1993      | 29 marzo 1993     |
| François Léotard        | 29 marzo 1993     | 18 maggio 1995    |
| Charles Millon          | 18 maggio 1995    | 4 giugno 1997     |
| Alain Richard           | 4 giugno 1997     | 7 maggio 2002     |
| Michèle Alliot-Marie    | 7 maggio 2002     | 15 maggio 2007    |
| Hervé Morin             | 18 maggio 2007    | 13 novembre 2010  |
| Alain Juppé             | 14 novembre 2010  | 27 febbraio 2011  |
| Gérard Longuet          | 27 febbraio 2011  | 16 maggio 2012    |
| Jean-Yves Le Drian      | 16 maggio 2012    | 17 maggio 2017    |
| Sylvie Goulard          | 17 maggio 2017    | 20 giugno 2017    |
| Florence Parly          | 21 giugno 2017    | 20 maggio 2022    |
| Sébastien Lecornu       | 20 maggio 2022    | in carica         |